# Veniliodes inflammata
Veniliodes inflammata là một loài bướm đêm trong họ Geometridae.